# کتابخانه ملی ارمنستان
کتابخانه ملی ارمنستان (به ارمنی: Հայաստանի Ազգային գրադարան) (به انگلیسی: National Library of Armenia) در شهر ایروان پایتخت کشور ارمنستان قرار گرفته است.

## نگارخانه

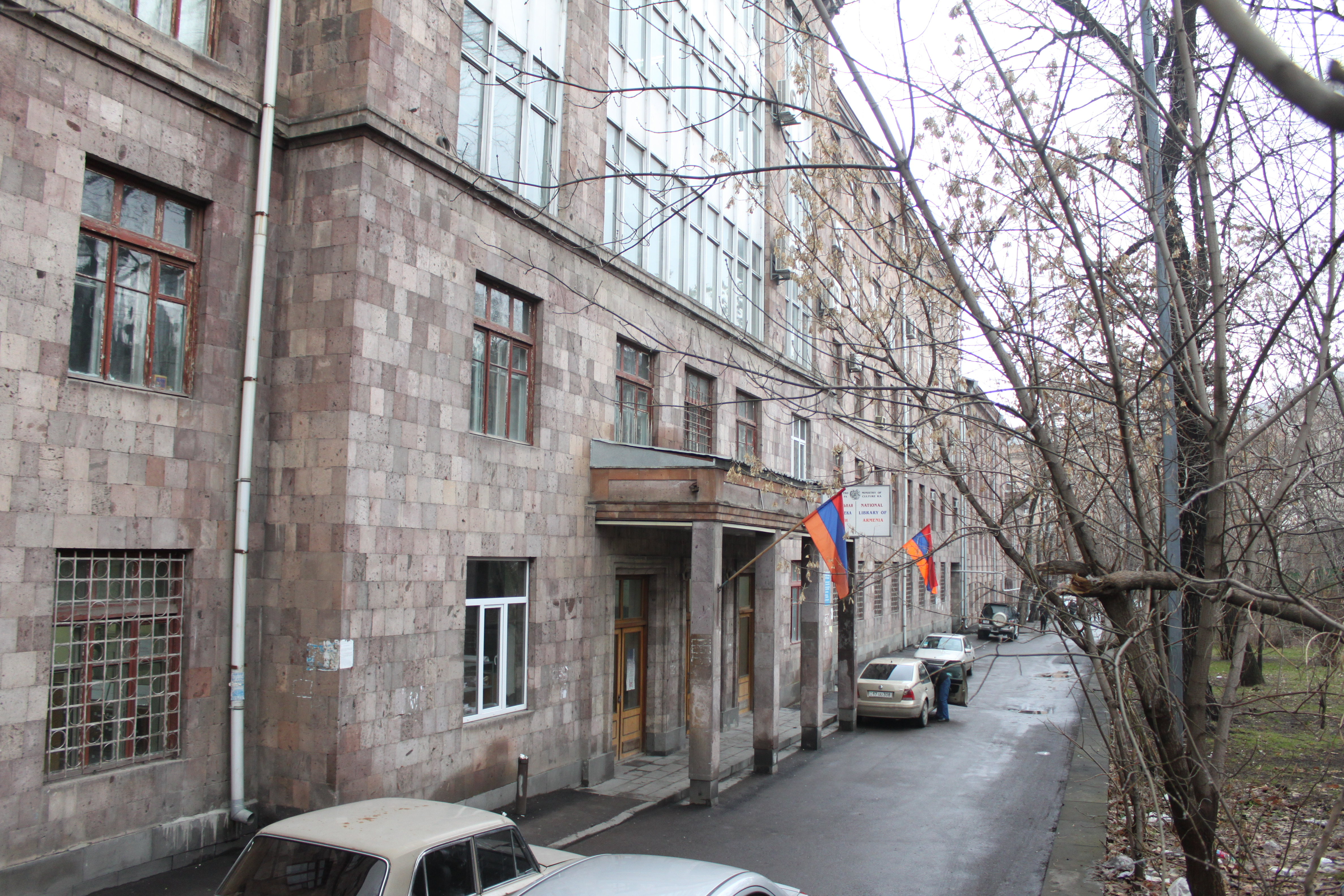